# Pabellón Jorge Garbajosa
El Pabellón Municipal Jorge Garbajosa, anteriormente llamado Pabellón Municipal Parque Corredor es un pabellón cubierto localizado en Torrejón de Ardoz, Comunidad de Madrid, España. Es utilizado principalmente por el Inter Movistar y por Torrejón Sala para sus partidos de Fútbol Sala. Ha acogido competiciones de alto nivel como el Mundial Femenino de Fútbol Sala, la Copa de la Reina de Baloncesto o partidos oficiales del Real Madrid y Estudiantes de Baloncesto.

## Historia
Inaugurado en 1996, en junio de 2006 fue renombrado en honor del jugador de baloncesto Jorge Garbajosa, nacido en Torrejón de Ardoz.
En julio de 2015, el Inter Fútbol Sala decidió volver al Pabellón Jorge Garbajosa doce años después de que el equipo decidiese trasladarse a Alcalá de Henares.
Con ocasión de su vigésimo aniversario, en 2016 fue sometido a obras de ampliación, con lo que pasó de tener un aforo para 2700 espectadores a tenerlo para 3136. Además, se adecuaron nuevas salidas de emergencia y se amplió el ancho de varias escaleras de evacuación. También se instaló una zona de prensa junto a la pista y una plataforma de televisión sobre el palco.